# Pennington (Hampshire)
Pennington – wieś w Anglii, w hrabstwie Hampshire, w dystrykcie New Forest. Leży 37 km na południe od miasta Winchester i 131 km na południowy zachód od Londynu.